# Arbouet-Sussaute
Pour les articles homonymes, voir Arbouet et Sussaute.
Arbouet-Sussaute [aʁbwɛt sysot] (en basque: Arboti-Zohota) est une commune française, située dans le département des Pyrénées-Atlantiques en région Nouvelle-Aquitaine.

## Géographie

### Localisation
La commune d'Arbouet-Sussaute se trouve dans le département des Pyrénées-Atlantiques, en région Nouvelle-Aquitaine.
Elle se situe à 84 km par la route de Pau, préfecture du département, à 68 km de Bayonne, sous-préfecture, et à 7 km de Saint-Palais, bureau centralisateur du canton du Pays de Bidache, Amikuze et Ostibarre dont dépend la commune depuis 2015 pour les élections départementales. 
La commune fait en outre partie du bassin de vie de Saint-Palais.
Les communes les plus proches sont : 
Gabat (2,7 km), Arbérats-Sillègue (3,2 km), Autevielle-Saint-Martin-Bideren (3,3 km), Amendeuix-Oneix (3,9 km), Ilharre (4,0 km), Osserain-Rivareyte (4,1 km), Aïcirits-Camou-Suhast (4,2 km), Guinarthe-Parenties (4,5 km).
Sur le plan historique et culturel, Arbouet-Sussaute fait partie de la province de la Basse-Navarre, un des sept territoires composant le Pays basque,. La Basse-Navarre en est la province la plus variée en ce qui concerne son patrimoine, mais aussi la plus complexe du fait de son morcellement géographique. Depuis 1999, l'Académie de la langue basque ou Euskalzaindia divise la Basse-Navarre en six zones,. La commune est dans le Pays de Mixe (Amikuze), au nord-est de ce territoire.

### Communes limitrophes
Les communes limitrophes sont  Abitain, Arbérats-Sillègue, Autevielle-Saint-Martin-Bideren, Aïcirits-Camou-Suhast, Domezain-Berraute, Gabat, Ilharre et Osserain-Rivareyte.
| Ilharre               | Abitain           | Autevielle-Saint-Martin-Bideren |
| Gabat                 | Arbouet-Sussaute  | Osserain-Rivareyte              |
| Aïcirits-Camou-Suhast | Arbérats-Sillègue | Domezain-Berraute               |

### Hydrographie

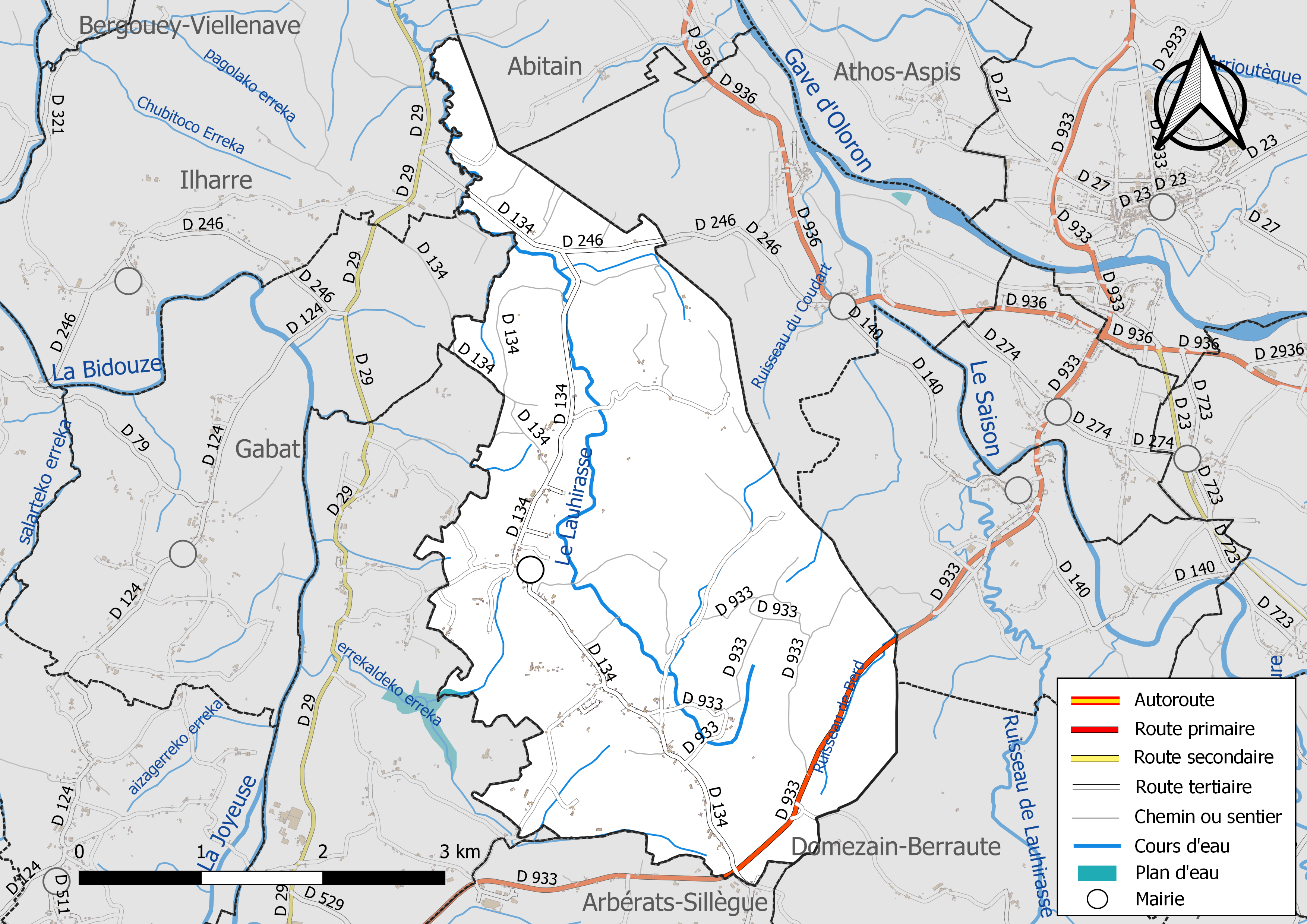
Réseaux hydrographique et routier d'Arbouet-Sussaute.

La commune est drainée par le Lauhirasse, errekaldeko erreka, le ruisseau de Berd et par divers petits cours d'eau, constituant un réseau hydrographique de 17 km de longueur totale,.
Le Lauhirasse, d'une longueur totale de 19,1 km, prend sa source dans le sud du territorie communal et s'écoule d'abord vers le sud avant de se réorienter au nord et faire effet de limite séparative nord de la commune sur une petite section. Il se jette dans la Bidouze à Arancou, après avoir traversé 6 communes.

### Climat
Pour des articles plus généraux, voir Climat de la Nouvelle-Aquitaine et Climat des Pyrénées-Atlantiques.
Historiquement, la commune est exposée à un micro climat océanique basque.  
En 2020, Météo-France publie une typologie des climats de la France métropolitaine dans laquelle la commune est exposée à un climat de montagne et est dans la région climatique Pyrénées atlantiques, caractérisée par une pluviométrie élevée (>1 200 mm/an) en toutes saisons, des hivers très doux (7,5 °C en plaine) et des vents faibles.
Pour la période 1971-2000, la température annuelle moyenne est de 13,7 °C, avec une amplitude thermique annuelle de 13,7 °C. Le cumul annuel moyen de précipitations est de 1 295 mm, avec 11,9 jours de précipitations en janvier et 8,3 jours en juillet. Pour la période 1991-2020, la température moyenne annuelle observée sur la station météorologique la plus proche, située sur la commune d'Aïcirits-Camou-Suhast à 4 km à vol d'oiseau, est de 14,3 °C et le cumul annuel moyen de précipitations est de 1 219,1 mm,. Pour l'avenir, les paramètres climatiques de la commune estimés pour 2050 selon différents scénarios d’émission de gaz à effet de serre sont consultables sur un site dédié publié par Météo-France en novembre 2022.

### Milieux naturels et biodiversité

#### Réseau Natura 2000
Le réseau Natura 2000 est un réseau écologique européen de sites naturels d'intérêt écologique élaboré à partir des Directives « Habitats » et « Oiseaux », constitué de zones spéciales de conservation (ZSC) et de zones de protection spéciale (ZPS).
Deux sites Natura 2000 ont été définis sur la commune au titre de la « directive Habitats », : 
- « la Bidouze (cours d'eau) », d'une superficie de 2 570 ha, un vaste réseau hydrographique drainant les coteaux du Pays basque[22] ;
- « le Saison (cours d'eau) », d'une superficie de 2 200 ha, un cours d'eau de très bonne qualité à salmonidés[23].

## Urbanisme

### Typologie
Au 1er janvier 2024, Arbouet-Sussaute est catégorisée commune rurale à habitat dispersé, selon la nouvelle grille communale de densité à sept niveaux définie par l'Insee en 2022.
Elle est située hors unité urbaine. Par ailleurs la commune fait partie de l'aire d'attraction de Saint-Palais, dont elle est une commune de la couronne,. Cette aire, qui regroupe 25 communes, est catégorisée dans les aires de moins de 50 000 habitants,.

### Occupation des sols

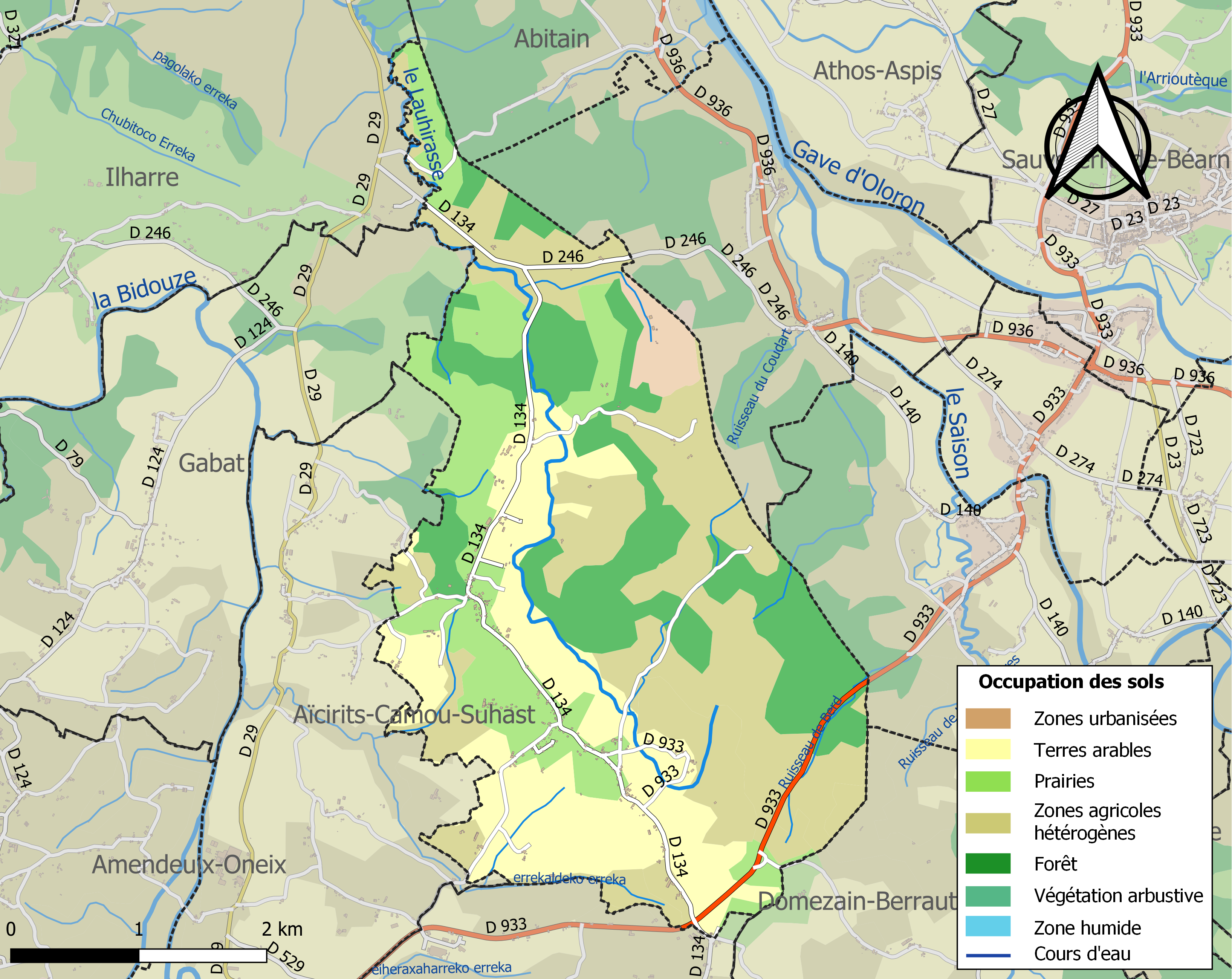
Carte des infrastructures et de l'occupation des sols de la commune en 2018 (CLC).

L'occupation des sols de la commune, telle qu'elle ressort de la base de données européenne d’occupation biophysique des sols Corine Land Cover (CLC), est marquée par l'importance des territoires agricoles (76,2 % en 2018), en diminution par rapport à 1990 (77,7 %). La répartition détaillée en 2018 est la suivante : 
zones agricoles hétérogènes (34,8 %), terres arables (23,2 %), forêts (21,6 %), prairies (18,2 %), mines, décharges et chantiers (2,2 %). L'évolution de l’occupation des sols de la commune et de ses infrastructures peut être observée sur les différentes représentations cartographiques du territoire : la carte de Cassini (XVIIIe siècle), la carte d'état-major (1820-1866) et les cartes ou photos aériennes de l'IGN pour la période actuelle (1950 à aujourd'hui).

### Lieux-dits et hameaux
- Achtokotcho[10]
- Ahutchunia[10]
- Alguria[10]
- Amensteya[10]
- Arbouet
- Arosteguy[10]
- Arracouenia[10]
- Arracumbeheria[10]
- Arrain[10]
- Beheity[10],[28]
- Bel Air[10]
- Bellaix[10]
- Berhamborda[10]
- Bidetoua[10]
- Bordagnia[10]
- Celhay[10]
- Chapar[10]
- Copaenia[10]
- Église de Sussaute[10]
- Elgart[10]
- Etchart[10]
- Gallos[10]
- Hachgarat[10]
- Harambure[10]
- Idiartia[10]
- Iratchetoa[10]
- Joanconia[10]
- Lacounia[10]
- Landutchia[10]
- Larramendy[10]
- Laugueroteguia[10]
- Léchénia[10]
- Lessaho[10]
- Mendibure[10]
- Mendiscoua[10]
- Mendiskoborda[10]
- Mitchot[10]
- Ochaharretta[10]
- Orania[10]
- Oxobiçale[10]
- Pochulia[10]
- Putchetenia[10]
- Salanbeheria[10]
- Sallaberry[10],[28]
- Saspithurry[10]
- Sussaute
- Urchamendy[10]

### Voies de communication et transports
Arbouet-Sussaute est desservie par les routes départementales D 933, D 246 et D 134. Le réseau interurbain des Pyrénées-Atlantiques y possède un arrêt, sur la ligne 865, qui mène de Saint-Palais à Orthez.

### Risques majeurs
Le territoire de la commune d'Arbouet-Sussaute est vulnérable à différents aléas naturels : météorologiques (tempête, orage, neige, grand froid, canicule ou sécheresse), inondations et séisme (sismicité moyenne). Un site publié par le BRGM permet d'évaluer simplement et rapidement les risques d'un bien localisé soit par son adresse soit par le numéro de sa parcelle.
Certaines parties du territoire communal sont susceptibles d’être affectées par le risque d’inondation par une crue torrentielle ou à montée rapide de cours d'eau, notamment le Lauhirasse. La commune a été reconnue en état de catastrophe naturelle au titre des dommages causés par les inondations et coulées de boue survenues en 1982, 1983, 2009 et 2016,.

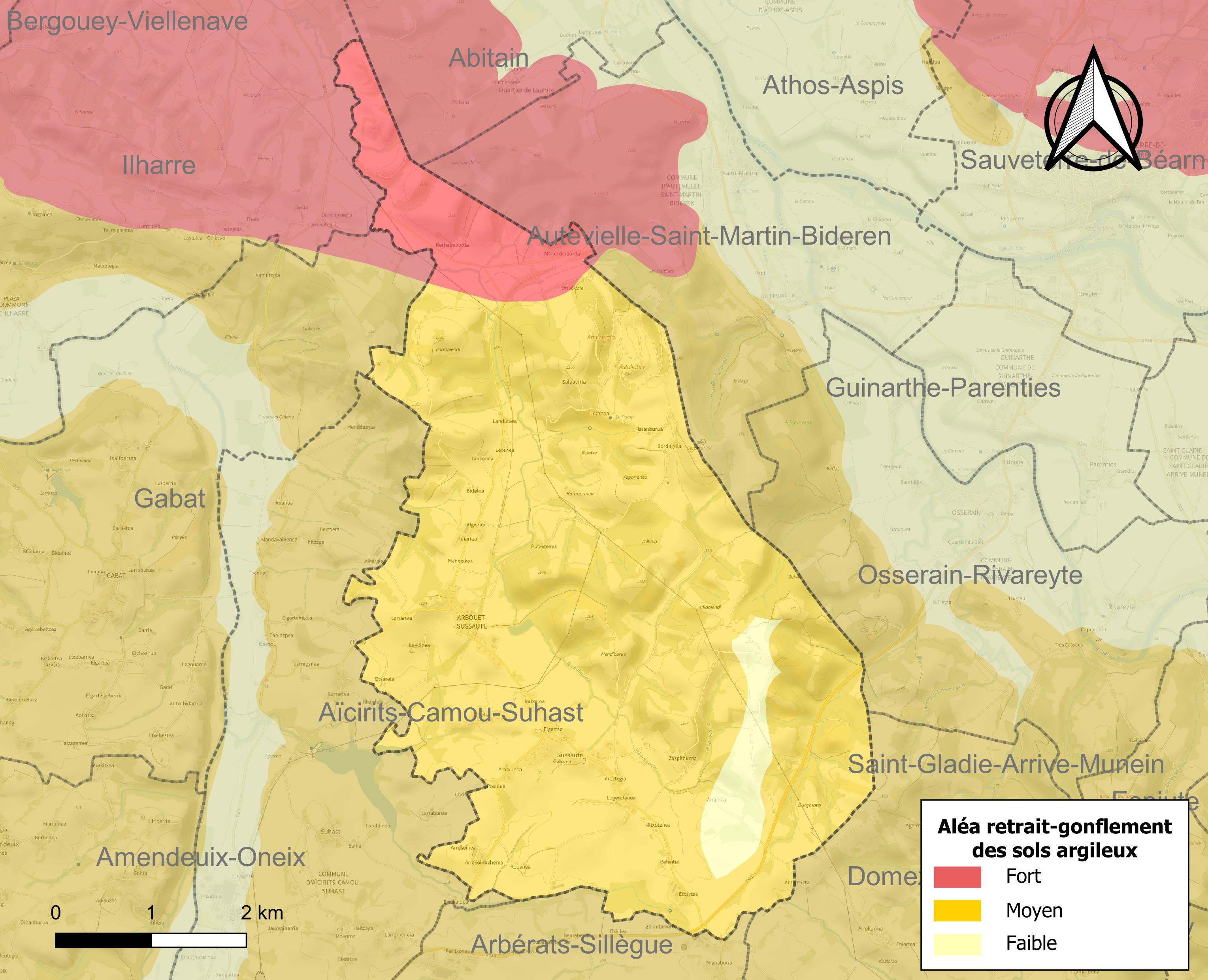
Carte des zones d'aléa retrait-gonflement des sols argileux d'Arbouet-Sussaute.

Le retrait-gonflement des sols argileux est susceptible d'engendrer des dommages importants aux bâtiments en cas d’alternance de périodes de sécheresse et de pluie. 96 % de la superficie communale est en aléa moyen ou fort (59 % au niveau départemental et 48,5 % au niveau national). Depuis le 1er octobre 2020, en application de la loi ELAN, différentes contraintes s'imposent aux vendeurs, maîtres d'ouvrages ou constructeurs de biens situés dans une zone classée en aléa moyen ou fort,.

## Toponymie

### Attestations anciennes
Le toponyme Arbouet apparaît sous les formes 
Arbute (XIIe siècle, cartulaire de Sorde), 
Arbet (1119), 
Arbut (1125), 
Sanctus Martinus de Arbut (1160), 
Arbbet (1268), 
Arboet (1316, 1350, 1413 et 1472, notaires de Labastide-Villefranche pour cette dernière mention), 
Arbuete et Arbuet (1621 pour ces deux formes, Martin Biscay).
Pour Jean-Baptiste Orpustan, Arboti est bien la forme conservée en basque, mais la signification en est incertaine. S’il s’agit d’un latinisme (un emprunt à arbor(e)), le toponyme pourrait représenter un ’lieu arboré’.
Le toponyme Sussaute apparaît sous les formes 
Sansctus Martinus de Sosaute (1160), 
Sosaute (1219 et 1350), 
Sosaute et Sossaute (respectivement 1384 et 1405, notaires de Navarrenx), 
Susauta (1513, titres de Pampelune), 
Susaute (1519, titres de Mixe) et 
Sussante (1793).
Jean-Baptiste Orpustan propose pour origine le basque zozoeta, ’lieu de merles’.

### Autres toponymes
Le hameau Beheity est mentionné en 1863, dans le dictionnaire topographique Béarn-Pays basque, sous la graphie Béhéity.
La ferme Élichetche est déjà citée en 1621 (Martin Biscay), sous la graphie Eliceche.
Etcheverry est un ancien fief, relevant du royaume de Navarre, cité dans le dictionnaire de 1863.
Mauhourat est un ancien hameau d’Arbouet-Sussaute.
Sallaberry, ferme de la commune, apparaît sous la graphie Salaverri en 1621 (Martin Biscay).

### Graphie basque
Son nom basque actuel est Arboti-Zohota.

## Histoire
La commune a été créée le 4 juin 1842 par la réunion des communes d' Arbouet et de Sussaute.

## Politique et administration

### Liste des maires
| Période                                  | Période  | Identité              | Étiquette | Qualité     |
| ---------------------------------------- | -------- | --------------------- | --------- | ----------- |
| 1995                                     | 2001     | Jean-Marie Larroque   |           |             |
| 2001                                     | En cours | Éric Narbais-Jauréguy | DVD       | Agriculteur |
| Les données manquantes sont à compléter. |          |                       |           |             |

### Intercommunalité
La commune appartient à la communauté d'agglomération du Pays Basque. Elle est membre du syndicat d'énergie des Pyrénées-Atlantiques, de l'Agence publique de gestion locale, du syndicat intercommunal pour le fonctionnement des écoles d'Amikuze et du syndicat Elgarrekin Ikas.

## Population et société

### Démographie
Le nom des habitants est Arbotiar,.
En 1350, 11 feux sont signalés à Sussaute.
Le recensement à caractère fiscal de 1412-1413, réalisé sur ordre de Charles III de Navarre, comparé à celui de 1551 des hommes et des armes qui sont dans le présent royaume de Navarre d'en deçà les ports, révèle une démographie en forte croissance. Le premier indique à Arbouet la présence de 12 feux, le second de 31 (24 + 7 feux secondaires). De même à Sussaute, le dénombrement de 1412-1413 relève 7 feux et celui de 1551, 23 (19 + 4 feux secondaires).
Le recensement de la population de Basse-Navarre de 1695 dénombre 52 feux à Arbouet et 50 à Sussaute.
L'évolution du nombre d'habitants est connue à travers les recensements de la population effectués dans la commune depuis 1793. Pour les communes de moins de 10 000 habitants, une enquête de recensement portant sur toute la population est réalisée tous les cinq ans, les populations de référence des années intermédiaires étant quant à elles estimées par interpolation ou extrapolation. Pour la commune, le premier recensement exhaustif entrant dans le cadre du nouveau dispositif a été réalisé en 2005.

En 2022, la commune comptait 312 habitants, en stagnation par rapport à 2016 (Pyrénées-Atlantiques : +3,78 %, France hors Mayotte : +2,11 %).
| 1793 | 1800 | 1806 | 1821 | 1831 | 1836 | 1841 | 1846 | 1851 |
| ---- | ---- | ---- | ---- | ---- | ---- | ---- | ---- | ---- |
| 390  | 312  | 341  | 337  | 307  | 317  | 530  | 510  | 522  |

| 1856 | 1861 | 1866 | 1872 | 1876 | 1881 | 1886 | 1891 | 1896 |
| ---- | ---- | ---- | ---- | ---- | ---- | ---- | ---- | ---- |
| 479  | 495  | 504  | 475  | 461  | 654  | 502  | 480  | 444  |

| 1901 | 1906 | 1911 | 1921 | 1926 | 1931 | 1936 | 1946 | 1954 |
| ---- | ---- | ---- | ---- | ---- | ---- | ---- | ---- | ---- |
| 437  | 477  | 479  | 415  | 373  | 342  | 335  | 368  | 337  |

| 1962 | 1968 | 1975 | 1982 | 1990 | 1999 | 2005 | 2006 | 2010 |
| ---- | ---- | ---- | ---- | ---- | ---- | ---- | ---- | ---- |
| 320  | 324  | 293  | 289  | 252  | 227  | 242  | 249  | 294  |

| 2015 | 2020 | 2022 | - | - | - | - | - | - |
| ---- | ---- | ---- | - | - | - | - | - | - |
| 307  | 314  | 312  | - | - | - | - | - | - |

De 1793 à 1836, la population indiquée ne reflète que celle d'Arbouet, encore séparé de Sussaute, dont la population durant cette même période est décrite ci-dessous.
| 1793 | 1800 | 1806 | 1821 | 1831 | 1836 |
| ---- | ---- | ---- | ---- | ---- | ---- |
| 225  | 247  | 252  | 235  | 261  | 237  |

### Enseignement
La commune dispose d'une école maternelle publique.

## Économie
La commune fait partie de la zone d'appellation de l'ossau-iraty.

## Culture locale et patrimoine

### Lieux et monuments

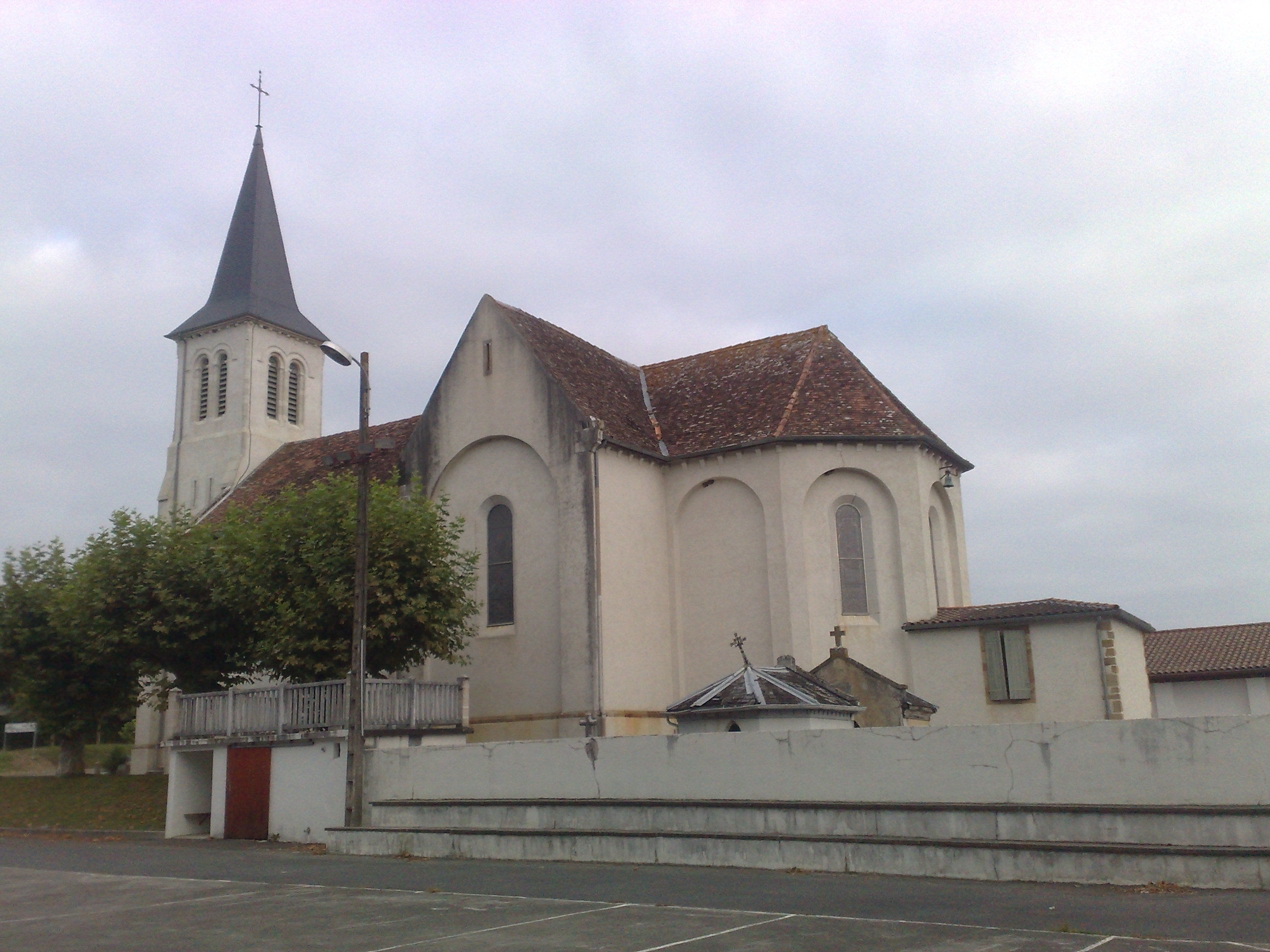
L'église Saint-Jean-Baptiste.

- L'église Saint-Jean-Baptiste[56], d'Arbouet, date de 1860. Elle est référencée à l’Inventaire général du patrimoine culturel depuis 2003. L'église est dédiée à saint Jean Baptiste.
- Église Saint-Jacques-le-Majeur de Sussaute. L'église est dédiée à saint Jacques le Majeur.

### Personnalités liées à la commune
- Jean-Alexandre-Nérée d'Uhart, dernier baron d'Arbouet, baptisé le 12 mai 1761, décédé à Pau le 29 avril 1825. Il fut aussi conseiller au Parlement de Navarre (1783-1790).

## Pour approfondir